# 군표

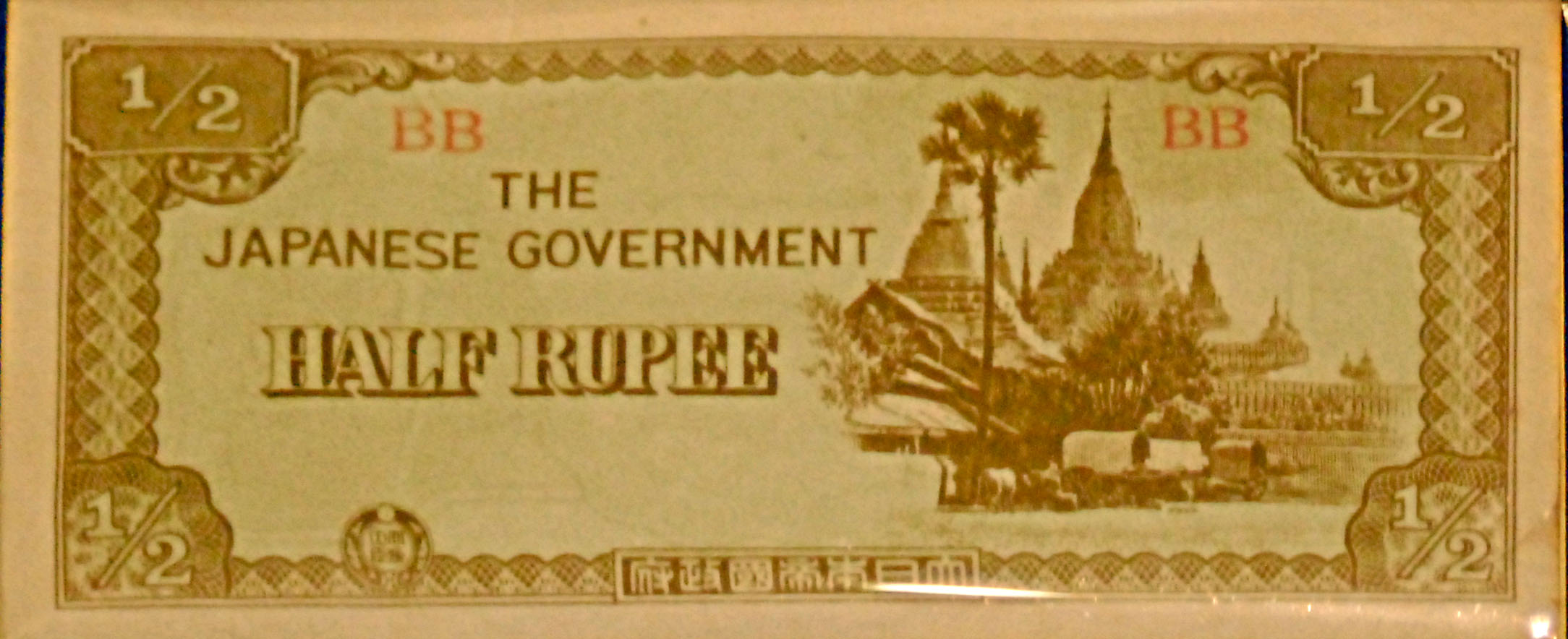
일본이 미얀마(버마)를 점령하던 때에 사용된 군표

군표(軍票)는 군대의 주둔지 주로 해외에 주둔하는 군대에서 통용되는 정부나 군대가 발행한 특수화폐이다.

## 개요
군대는 식량이나 그 외 물자를 현지에서 조달하기도 한다. 그것은 한편으로 일방적인 물자징발, 즉 약탈이었다. 그러나 이런 징발은 외부의 평판 악화뿐 아니라 점령지에서의 반발을 불러오게 된다. 때문에 근대 이후 전쟁에서는 각국 군대가 발행한 화폐를 통하여 물자를 구입하는 형태가 되었다. 즉 군표는 징발한 물자에 대한 영수증으로 군표 소지자에 대해 채무 이행을 약속하는 어음인 것이다. 이와 같은 어음을 처음 발행한 것은 영불전쟁이 벌어지던 1815년의 영국에서였다. 그 뒤 지폐와 같은 형태로 진화하였다. 1907년에 체결된 헤이그육전조약에서 조약 체결국은 전시하에서의 점령지 징발 행위가 금지되었고, 조약 52조의 「현물을 공급받는 경우 주민에게 즉시 그 금액을 지불하지 않으면 안 되며 이것이 불가능할 경우 영수증을 발행하여 속히 지불을 이행해야 한다.」는 조항에 따라 현금 또는 군표로 대가를 지불하도록 했다.
이처럼 군대가 소속된 국가의 통화제도와는 분리된 군표를 사용하는 제도를 시행하는 것은 자국의 통화 사용과 통화 공급량을 격증시켜 결과적으로는 인플레이션으로 경제가 파탄날 위험이 있었고, 적국에 자국 통화가 유출되는 것과 공작 자금이 될 위험성 등 전략적 측면에서 요구되는 것이었다. 또한 어음 형태이기 때문에 소지한 귀금속으로 지불하는 것에 비해 실제 경제력 이상의 물자 징발의 가능성도 있었다. 세이난 전쟁 당시 사이고군이 발행한 사이고사쓰(西郷札)처럼 반정부군이 발행해 유통시킨 것이나, 오키나와현(沖縄県)의 구메섬(久米島) 주둔 미군의 일부 부대가 군중구(軍中枢)의 허락 없이 등사판으로 찍어 발행한 구메지마 지폐(久米島紙幣)도 있다.
이처럼 군표는 통화와 같은 체제와 유통형태를 가지고 있지만 최종적으로 군표를 발행한 상대국 정부 당국에 제출해 현금 또는 귀금속으로 교환하는 과정이 필요하며, 군표 소지자의 물자나 노동력 등을 군이 수령하였고 그럼으로써 군에 대해 채권을 가지고 있다는 것을 증명하는 어음이다. 다만 군표는 법정통화로써 유통되기도 했다. 한 예로 태평양 전쟁을 일으키고 홍콩(香港)을 점령한 일본군은 군표를 발행해 현지 통화의 하나로써 유통시켰으나 1943년 6월에 일본군이 발행한 군표를 홍콩내 유일한 통화로써 정하고 군표 외의 유통을 금지, 소유하고 있던 홍콩 달러는 군표로 교환되었고 위반자들은 엄벌에 처했다. 패전 뒤 일본을 점령한 미군은 "B"표시 군표를 일본 본토에서 사용하였는데 이때 일본 대장성(大蔵省)은 성령(省令)으로 미군 군표를 일본의 법정통화로써 공사 일절에 무제한 통용시켰다.

## 역사
일본이 1894년에 정부가 공식적으로 군표를 발행하여 청일전쟁 때 사용하였으며 이후에도 북으로는 러일전쟁과 남으로는 태평양 전쟁을 거치면서 군표발행은 1940년대 중반까지 이어졌다. 일본은 제2차 세계대전이 한창이던 1940년초 미얀마, 필리핀, 말레이시아, 인도네시아로 전선을 확대하면서 군표발행이 최고조에 달해 지금까지 발행된 군표가 104종류에 이를 정도이었다. 일본은 1945년에 패전국이 되면서 군표발행이 중단되었으며, 오히려 미군이 일본에 주둔함으로써 미군에 의한 "B"표시 군표가 일본 내에서 유통되었다. 이 때 미군이 발행한 군표는 동일한 디자인으로 "A"표시와 "B"표시로 발행되어 군인 등의 물품구입이나 급여지급 등에 사용되었다. "A"표시와 "B"표시 군표는 100원부터 10전까지 모두 7종류가 발행되었다.
이 무렵 소련에서도 북한과 중국에서 사용할 군표를 제작하여 발행하였다. 1원, 5원, 10원, 100원의 군표를 디자인을 동일하게 발행하여 북한에서 사용하던 군표에는 한글로 "붉은군대사령부"로 되어있고 중국에서 발행한 군표에는 한자로 "蘇聯紅軍司令部"로 기재하여 구별시켰다.
이외에도 프랑스는 아프리카와 남태평양 등지에서 군표를 발행하여 사용하였고 독일도 군표를 발행하여 동유럽 등에서 사용하였다.
최근 들어 국가간에 대규모 전쟁이 발생하지 않아서 군표발행도 감소되고 있는 추세이며, 군표발행이 많았던 일본은 1942년, 미국은 1970년을 끝으로 군표발행이 없다.

### 한국군표
한국에서는 "A"표시 군표가 1945년 9월 9일부터 기존에 사용하던 조선 엔과 함께 법정통화로 부여 받아 동일하게 사용되다가 1946년 7월 조선 엔만으로도 한국의 경제활동에 전혀 지장이 없다는 것을 판단한 미군에 의해 "A"표시 군표는 사용이 중지되었다.
또한 베트남에서 군표를 1960년대 후반과 1970년대 초반에 발행하여 사용한 적이 있다.
베트남 전쟁이 한창이던 당시 미국, 오스트레일리아, 태국 등과 함께 대한민국에서도 1960년 후반 베트남에 파병된 군인을 위해 군표를 발행하였으나 발행 수량이 극히 적어 좀처럼 수집가들의 손에 들어 올 기회가 적다.

## 발행 목적
- 주둔하고 있는 국가에서 필요한 군수물자를 조달하고 군 관계자에게 인건비를 지급하는 등의 경제적인 지불수단으로 사용된다.

특히 1890년대와 1900년대를 전후하여 세계열강들이 약소국의 강점을 놓고 힘겨루기와 패권주의가 한창일 때 군표는 일본에서 세계최초로 사용되기 시작하였으며 제2차 세계대전을 계기로 일본, 미국, 프랑스, 독일, 소련 등이 세계 곳곳에 주둔하면서 점령국에서 군표를 발행하여 사용하였다.
- 군대를 파병한 본국과 주둔국의 화폐에 차별성을 두어 군운영을 위한 비용 일부를 주둔국 현지에서 해결함으로써 자국(본국)의 경제를 안정시키면서 외국에 주둔하는 군정경비를 충당하게 하는 고도의 경제적 이익을 고려해서이다.